# Рыжехохлая гологлазая муравьянка
Рыжехохлая гологлазая муравьянка (лат. Rhegmatorhina cristata) — вид воробьиных птиц из семейства типичных муравьеловковых. Подвидов не выделяют.

## Распространение
Обитают в юго-восточной части Колумбии и прилежащей западной части Бразилии. Живут в подлеске вечнозелёного леса, обычно, если не всегда, на песчаных почвах.

## Описание
Длина тела 14-15 см. Большое периорбитальное пятно бледно-голубовато-белого цвета, короткий гребень. У самца хохолок и воротник рыже-каштановые; верхняя часть тела, крылья и хвост темно-оливково-коричневые, окантовка крыльев рыжая. Лоб, «уздечка», боковые стороны головы и горло чёрные, низ тела рыже-каштановый, кзади становится темно-оливково-коричневым. Самка похожа на самца, но с короткими чёрными полосами на спинке и меньшими кроющими крыльев.

## Биология
Следуют за муравьями, охотясь на вспугнутых их отрядами из лесной подстилки насекомых и других беспозвоночных. Часто они делают это совместно с другими облигаторными муравьиными птицами, такими, как Dendrocincla merula.